# Florian Schwarthoff
Florian Schwarthoff, född den 7 maj 1968 i Dortmund i Västtyskland, är en tysk före detta friidrottare som tävlade i häcklöpning främst 110 meter häck.
Schwarthoff var under 1990-talet en av de bästa häcklöparna i Europa. Hans genombrott kom när han var i final vid VM 1991 och slutade sjua på tiden 13,41. Två år senare slutade han femma vid VM i Stuttgart på tiden 13,27. Vid EM 1994 blev han tvåa efter Colin Jackson på tiden 13,16. 
Under 1995 noterade han sitt personliga rekord på 13,05 vid tävlingar i Bremen. Han var en av favoriterna till guldet vid VM 1995 men föll i semifinalen och missade en plats i finalen. 
Han deltog vid Olympiska sommarspelen 1996 där han blev trea efter amerikanerna Allen Johnson och Mark Crear på tiden 13,17. 
Efter framgången vid OS var han även i final vid VM 1999 då han slutade sjua och vid Olympiska sommarspelen 2000 där han slutade sexa.
Hans sista stora mästerskapsfinal var EM 2002 då han blev fyra på tiden 13,37.